# ماسیو باستون
ماسیو باستون (انگلیسی: Maceo Baston؛ زادهٔ ۲۹ مهٔ ۱۹۷۶) بازیکن بسکتبال اهل ایالات متحده آمریکا است.
از باشگاه‌هایی که در آن بازی کرده‌است می‌توان به باشگاه بسکتبال یوونتوت بادالونا، باشگاه بسکتبال اوبرادویرو، تورنتو رپترز، و ایندیانا پیسرز اشاره کرد.